# Ali Adaïev
Ali Adaïev (russe : Али Адаев), surnommé Lambada (russe : Ламбада), né le 3 janvier 1973 à Grozny dans la république socialiste soviétique autonome de Tchétchénie-Ingouchie et mort le 3 janvier 1995 dans la même ville, est un chef militaire tchétchène, chef d'état-major du commandant du front central des forces armées de la république tchétchène d'Itchkérie (CRI) de Chamil Bassaïev. Il meurt au combat pendant la bataille de Grozny. Par décret du président de la république tchétchène d'Ichkérie, Djokhar Doudaïev, il reçoit à titre posthume le prix d'État du CRI, l'ordre de « héros de la Nation ».